# Seznam československých velvyslanců v Maroku
Seznam československých velvyslanců v Maroku obsahuje vedoucí diplomatické mise Československé republiky v Maroku. 
Od června 1936 byl konzulem v Casablance v tehdejším Francouzském Maroku Miroslav Kundrát, kde zůstal i po nacistické okupaci a zapojil se do rodícího se oboje.

## Českoslovenští velvyslanci
- 25. 9. 1959–31. 12. 1959, Zdeněk Pravda ve funkci jako CDA a.i.
- 31. 12. 1959–říjen 1962, Zdeněk Jobánek, první řádný velvyslanec[2]
- říjen 1962–červen 1965, Jiří Pinkava
- srpen 1965–březen 1969, Josef Antoš
- září 1969–září 1972, Jozef Šoltész[pozn. 1]
- říjen 1972–únor 1977, Václav Jízdný
- duben 1977–srpen 1982, Ján Juda
- listopad 1982–březen 1988, Bedřich Ilek
- duben 1988–březen 1990, Václav Pizinger
- leden 1991–31. 12. 1992, Zdeněk Kotáb